# Освајање среће
„Освајање среће” је југословенска телевизијска серија снимљена 1983. године у продукцији Телевизије Београд.

## Епизоде
| Сезона | Епизода | Назив | Датум            |
| ------ | ------- | ----- | ---------------- |
| 1      | 1       | /     | 22. априла 1983. |
| 1      | 2       | /     | 27. маја 1983.   |
| 1      | 3       | /     | 24. јуна 1983.   |
| 1      | 4       | /     | 22. јула 1983.   |

## Улоге
| Глумац                     | Улога        |
| -------------------------- | ------------ |
| Неда Арнерић               | (4 еп. 1983) |
| Војислав Воја Брајовић     | (4 еп. 1983) |
| Богдан Диклић              | (4 еп. 1983) |
| Бора Ђорђевић              | (4 еп. 1983) |
| Милан Лане Гутовић         | (4 еп. 1983) |
| Драгољуб Милосављевић Гула | (4 еп. 1983) |
| Миодраг Петровић Чкаља     | (4 еп. 1983) |
| Ружица Сокић               | (4 еп. 1983) |
| Аљоша Вучковић             | (4 еп. 1983) |
| Драган Зарић               | (4 еп. 1983) |
| Ђорђе Балашевић            | (3 еп. 1983) |
| Милан Срдоч                | (3 еп. 1983) |
| Гордана Марић              | (2 еп. 1983) |
| Оливера Марковић           | (2 еп. 1983) |
| Раде Марковић              | (2 еп. 1983) |
| Дејан Петковић             | (2 еп. 1983) |
| Светлана Бојковић          | (1 еп. 1983) |
| Стојан Дечермић            | (1 еп. 1983) |
| Милена Дравић              | (1 еп. 1983) |
| Живојин Жика Миленковић    | (1 еп. 1983) |
| Драган Николић             | (1 еп. 1983) |
| Горица Поповић             | (1 еп. 1983) |
| Никола Симић               | (1 еп. 1983) |
| Марко Тодоровић            | (1 еп. 1983) |

Комплетна ТВ екипа  ▼
| Редитељ    | Тимоти Џон Бајфорд      | (4 еп. 1983) |
| Сценариста | Тимоти Џон Бајфорд      | (4 еп. 1983) |
| Сценариста | Мила Станојевић Бајфорд | (4 еп. 1983) |